# Nazad u veliki prljavi grad
Nazad u veliki prljavi grad, treća singl ploča srpskog rock sastava Riblja čorba. Objavljena je 20. kolovoza 1980. u izdanju diskografske kuće PGP RTB. Na B strani nalazi se pjesma "Mirno spavaj (originalna verzija)".

## Popis pjesama
| 1. | »Nazad u veliki prljavi grad« | 3:00 |

| 1. | »Mirno spavaj (originalna verzija)« | 3:02 |

## Izvođači
- Bora Đorđević - vokal
- Rajko Kojić - gitara
- Momčilo Bajagić - gitara, bas-gitara
- Vicko Milatović - bubnjevi